# Fejervarya verruculosa
Fejervarya verruculosa är en groddjursart som först beskrevs av Roux 1911.  Fejervarya verruculosa ingår i släktet Fejervarya och familjen Dicroglossidae. IUCN kategoriserar arten globalt som livskraftig. Inga underarter finns listade i Catalogue of Life.